# Bronisław Kopczyński

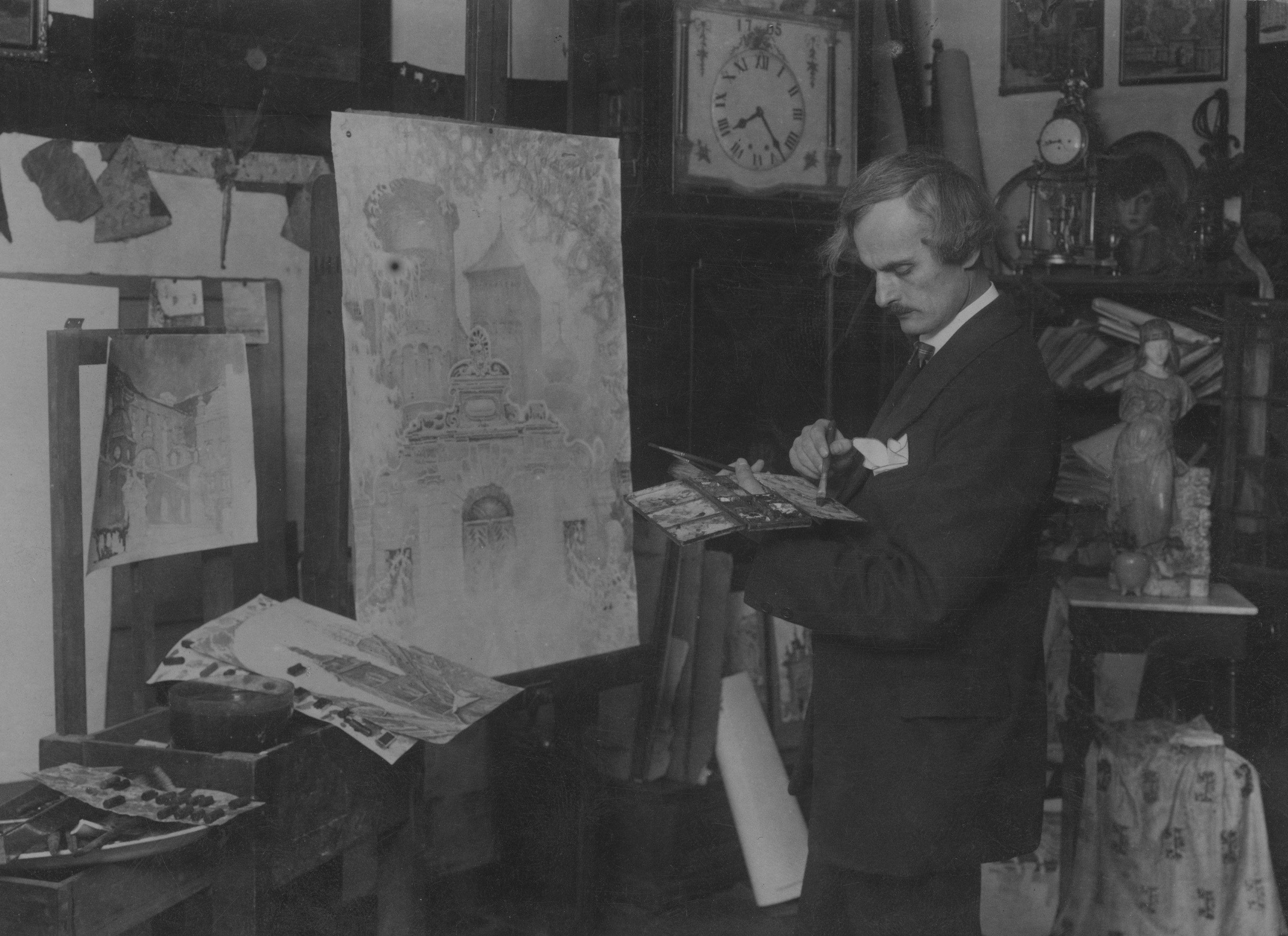
Bronisław Kopczyński w swojej pracowni (przed 1939).

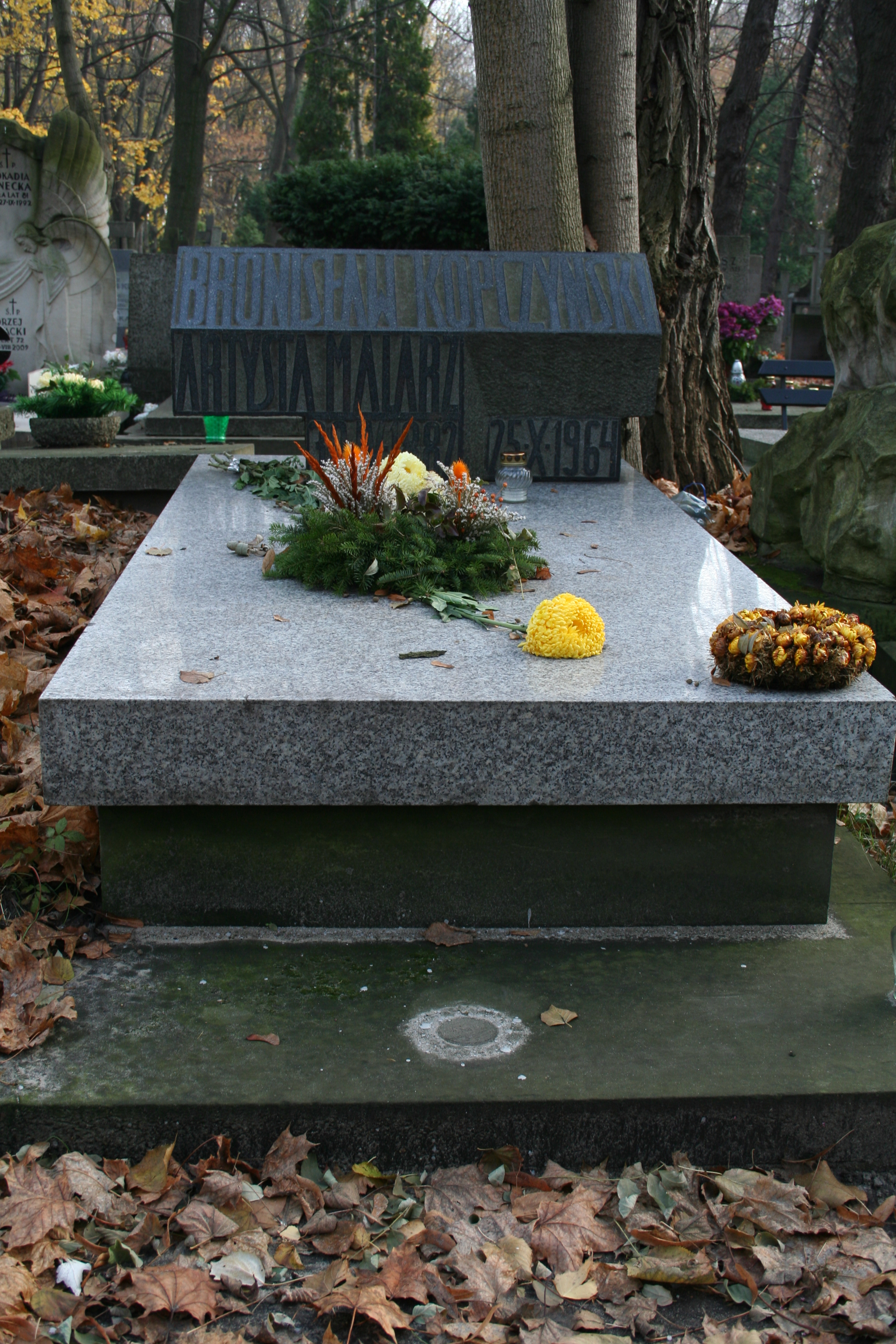
Grób Bronisława Kopczyńskiego na warszawskim cmentarzu Powązkowskim

Bronisław Piotr Kopczyński (ur. 30 kwietnia 1882 w Warszawie, zm. 25 października 1964 tamże) – polski artysta malarz, rysownik, grafik. Autor m.in. litografii i akwarel związanych z Warszawą.

## Życiorys
Urodził się w rodzinie Bronisława, drukarza, i Józefy z Jasińskich. Jako młody chłopiec był przez krótki czas praktykantem w dekoratorni WTR pod kier. Józefa Guranowskiego. Od ok. 1895 uczył się rysunku w Muzeum Rzemiosł i Sztuki Stosowanej. W latach 1902–1905 studiował w Krakowie na Akademii Sztuk Pięknych m.in. pod okiem Teodora Axentowicza. W 1906 roku wrócił do Warszawy i zajął się tworzeniem. W latach 1911–1912 ponownie studiował na krakowskiej ASP, tym razem pod kierunkiem Leona Wyczółkowskiego i Jacka Malczewskiego.
Głównym obszarem zainteresowania artysty była zabytkowa architektura polskich miast. Uwieczniał ją głównie w akwarelowych cyklach, które powstawały zwykle w trakcie pobytu w poszczególnych miastach (cykle widoków Wilna, Warszawy, Lublina, cykle Sześćsetletnia Warszawa w przeddzień zbrodni hitlerowskich oraz Piękno i polskość ziem odzyskanych). Podczas krótkiego pobytu w Lublinie powstało 50 prac ilustrujących widoki tego miasta (Ulica Mostowa, Ulica Krawiecka, Ruiny starego pałacu, Brama Grodzka, Klasztor oo. Bernardynów, Brama Krakowska i inne).
Malował zarówno stare budynki jak i charakterystyczne detale. Na jego pracach pojawiały się stare kościoły, kamienice, podwórza, fasady, rzeźbione schody. Na tle architektury przedstawiał przypadkowe postacie i charakterystyczne typy mieszkańców: wąsatych dozorców, stare przekupki i ulicznych grajków. Dążył do tego, by utrwalić wyjątkowy urok i klimat Starego Miasta w Warszawie, które na jego oczach się zmieniało. Prace Kopczyńskiego są z jednej strony realistyczne, z drugiej zaś krzywe linie wprowadzają do jego prac charakterystyczny, niemal baśniowy nastrój.
Oprócz akwarel, Bronisław Kopczyński wykonywał również litografie i rysunki satyryczne do czasopism. Jest także autorem polichromii kościelnych (wykonał m.in. polichromie w Warszawie w prezbiterium kościoła św. Katarzyny (1938) oraz w kościele Matki Boskiej Zwycięskiej (po 1945), a także scenografii teatralnych (Teatr Ludowy w Krakowie i Teatr Współczesny w Warszawie).
Swoje prace eksponował wielokrotnie na wystawach w kraju oraz za granicą (Węgry, Wielka Brytania, Stany Zjednoczone). Członek Towarzystwa Zachęty Sztuk Pięknych oraz stowarzyszenia Pro Arte.
Uczestnik wojny 1920 roku. Autor pamiętników Przy lampce naftowej: wspomnienia o dawnej Warszawie, Krakowie, wędrówkach z farbami, spotkanych ludziach 1882–1952 (Warszawa 1959). W trakcie II wojny światowej przebywał na Saskiej Kępie, gdzie w ogrodowej jamie ukrywał swoje prace malarskie.
Został pochowany na cmentarzu Powązkowskim (kwatera 219-6-22).

## Życie prywatne
Dwukrotnie żonaty. Pierwszą jego żoną była śpiewaczka Lucyna z Kozłowskich, drugą Jadwiga z Jesków. Ojciec Bronisława Onufrego Kopczyńskiego.

## Ordery i odznaczenia
- Krzyż Kawalerski Orderu Odrodzenia Polski (11 lipca 1955)[4]
- Medal 10-lecia Polski Ludowej (19 stycznia 1955)[5]